# ولاية غواناخواتو
غواناخواتو (بالإسبانية: Guanajuato) واسمها رسميا ولاية غواناخواتو الحرة وذات السيادة (بالإسبانية: Estado Libre y Soberano de Guanajuato)، هي إحدى ولايات المكسيك الواحدة والثلاثين. وهي مقسمة إلى 46 بلدية وعاصمتها هي مدينة غواناخواتو. أكبر مدينة في الولاية هي مدينة ليون.
وهي تقع في شمال وسط المكسيك. وتحدها ولايات خاليسكو إلى الغرب، زاكاتيكاس إلى الشمال الغربي، وسان لويس بوتوسي إلى الشمال، كويريتارو إلى الشرق وميتشواكان إلى الجنوب. وهي تغطي مساحة 30,608 كم مربع (11,818 ميل مربع).
يقع غواناخواتو بين المناطق القاحلة في شمال البلاد وجنوبها الأكثر خضرة، وتعتبر جغرافيا جزءا من حزام المكسيك البركاني، هضبة المكسيكي وجبال سييرا مادري الشرقية. وقد استوطنها الإسبان في البداية في عشرينات القرن السادس عشر لتعدين الرواسب المعدنية الموجوة في منطقة العاصمة غواناخواتو الآن، ولكن مناطق أخرى مثل منطقة باخيو أصبح مهمة أيضا للزراعة والثروة الحيوانية. كان التعدين والزراعة دعائم أساسية تقليدية لاقتصاد الولاية، ولكنهما يشكلان اليوم نحو 30٪ من الناتج المحلي الإجمالي للولاية إلى جانب الصناعة، والتي تشمل المعادن والسيارات والمنتجات الجلدية والأغذية المصنعة وغير ذلك.
الولاية هي موطن لعدد من المدن الهامة تاريخيا، وخاصة تلك على طول "طريق المائتي سنة"، الذي يتتبع مسار جيش المتمردين بقيادة ميغيل هيدالغو إي كوستيا في بداية حرب الاستقلال المكسيكية. يبدأ هذا الطريق في دولوريس هيدالجو، ويمر عبر حرم أتوتونيلكو، سان ميغيل دي الليندي، سيلايا والعاصمة غواناخواتو. وتشمل المدن الهامة الأخرى في الولاية مدينة ليون وإيرابواتو.

## توأمة
لولاية غواناخواتو اتفاقيات توأمة مع كل من:
- بلدية أوميو
- سانتا في
- هيروشيما (6 نوفمبر 2014 - )

## أعلام
- فرنسيسكو خافيير موريلو فلوريس
- بيدرو مورينو
- فيكتور ليفا
- رايموندو توريس
- ميغيل سالازار
- غارث وليامز
- ميغيل لونا هرنانديز